# Hugh Percy, 1. vévoda z Northumberlandu
Hugh Percy (Smithson), 1. vévoda z Northumberlandu (Hugh Percy, 1st Duke of Northumberland, 2nd Earl of Northumberland, 1st Earl Percy, 2nd Baron Warkworth, 1st Baron Lovaine, 4th Baronet Smithson of Stanwick) (19. prosince 1715, Coventry, Anglie – 6. června 1786, Syon House, Londýn, Anglie) byl britský dvořan, státník a mecenáš umění. Díky manželství s Elizabeth Seymourovou, dědičkou vymřelého rodu Percy, získal značný majetek a stal se jedním z nejbohatších šlechticů v Anglii. Poté zastával vysoké funkce u dvora a krátce byl místokrálem v Irsku. V roce 1766 byl povýšen na vévodu z Northumberlandu.

## Kariéra
Pocházel z původně obchodnické rodiny z Londýna, která od roku 1660 užívala titul baroneta, narodil se jako jediný syn předčasně zemřelého Langdala Smithsona. Jako vnuk a dědic Sira Hugha Smithsona (1657–1729) převzal v roce 1729 titul baroneta a rodové sídlo Stanwick Hall (Yorkshire). Studoval v Oxfordu, poté podnikl kavalírskou cestu, pobýval převážně v Itálii, kde se seznámil s malířem Canalettem a stal se jeho patronem (osm Canalettových obrazů je dodnes součástí sbírek vévodů z Northumberlandu na zámku Alnwick Castle). V letech 1738–1739 byl šerifem v Yorkshire, kde měl statky. V letech 1740–1750 byl poslancem Dolní sněmovny za stranu toryů. V roce 1750 převzal s manželkou dědictví rodu Percy, zároveň přijal jméno Percy a jako hrabě z Northumberlandu přešel do Sněmovny lordů. Stal se jedním z nejbohatších šlechticů v Británii a díky tomu také postupoval v kariéře u dvora a ve státních službách.
Od roku 1753 do smrti byl lordem místodržitelem v hrabství Northumberland, v letech 1753–1760 byl lordem komořím krále Jiřího II. a v roce 1756 obdržel Podvazkový řád. Za vlády Jiřího III. byl jmenován členem Tajné rady (1762), dále byl lordem místodržitelem v Middlesexu (1762–1786) a nejvyšším komořím královny Charlotty (1762–1763). V letech 1763–1765 zastával funkci místokrále v Irsku. V první polovině 60. let podporoval králova oblíbence premiéra hraběte z Bute a jako přední stoupenec toryů stál v opozici proti Dolní sněmovně. S protekcí Williama Pitta staršího získal v roce 1766 titul vévody z Northumberlandu. Později ale kritizoval vládní politiku v koloniích a delší dobu zůstal bez úřadu, až v letech 1778–1780 byl nejvyšším štolbou. V roce 1784 rozšířil rodovou titulaturu o baronát Lovaine, který byl určen jako peerský titul pro mladšího syna.
Byl členem Královské společnosti a od roku 1753 kurátorem Britského muzea. Zemřel na rodovém sídle Syon House poblíž Londýna a byl pohřben ve Westminsterském opatství.

## Rodinné a majetkové poměry

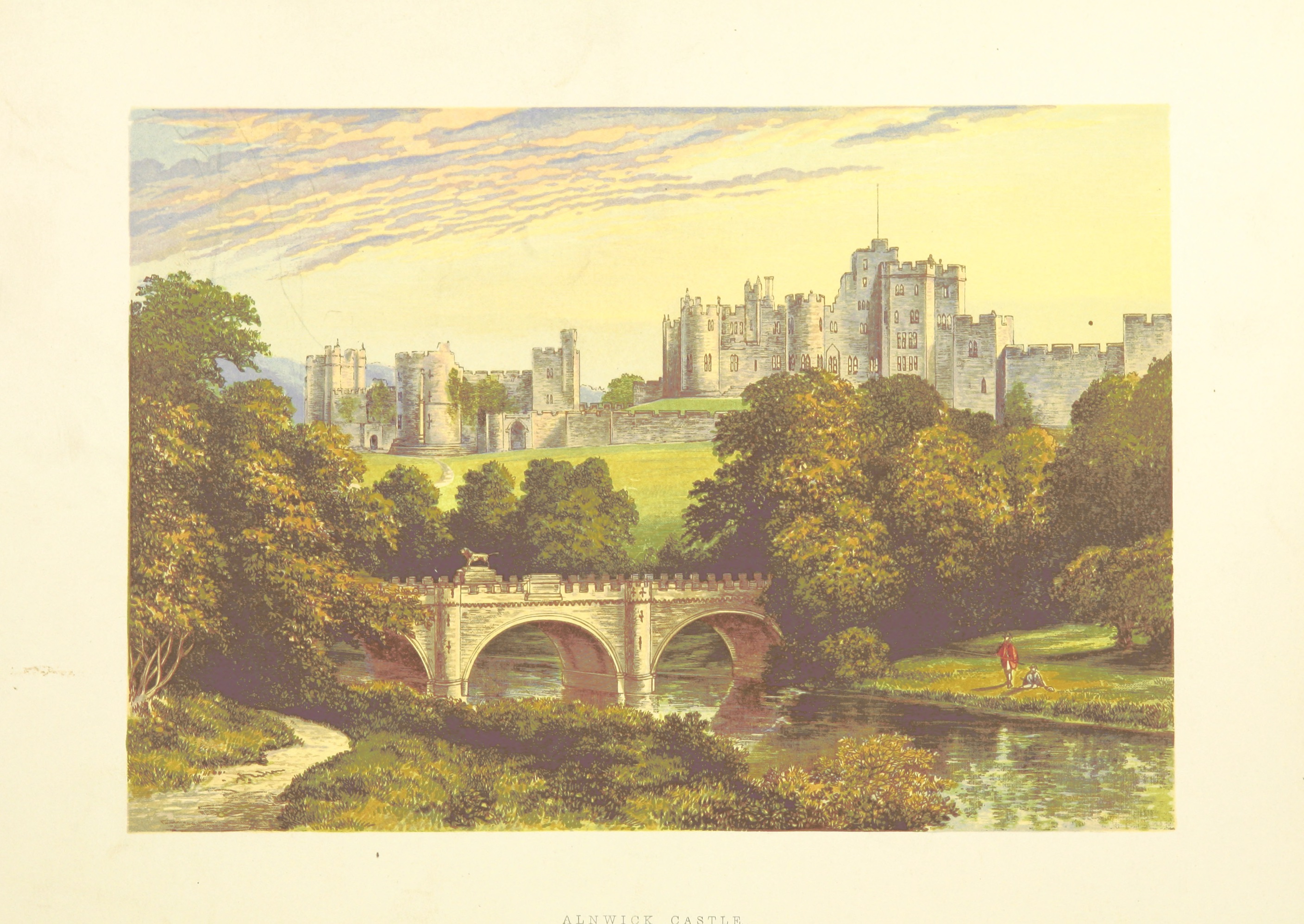
Zámek Alnwick Castle v hrabství Northumberland

V roce 1740 se oženil s Elizabeth Seymour, baronkou Percy (1716–1776), dcerou 7. vévody ze Somersetu a dědičkou majetku vymřelého rodu Percy. Měli spolu tři děti, dceru a dva syny. Starší syn Hugh Percy, 2. vévoda z Northumberlandu (1742–1817), dosáhl v armádě hodnosti generála, mladší syn Algernon Percy (1750–1830) byl dlouholetým členem Dolní sněmovny, po otci zdědil titul barona Lovaine a vstoupil do Sněmovny lordů (1786), později byl povýšen na hraběte z Beverley (1790).
Kromě legitimních dědiců měl nemanželského syna Jamese Smithsona (1765–1829), jehož matkou byla Elizabeth Keate, sestřenice Hughovy manželky. James Smithson proslul jako vědec se specializací na mineralogii a geologii. Z jeho finančního odkazu byl zřízen Smithsonův institut v USA.
Po předcích zdědil rodové sídlo Stanwick Hall (Yorkshire), které nechal upravovat ještě předtím, než zdědil majetek rodu Percy. Prostřednictvím manželky převzal v roce 1750 rozsáhlé statky vymřelého rodu Percy. Hlavním sídlem se stal zámek Alnwick Castle, který v té době prošel radikální a nákladnou přestavbou. Zvláštní péči věnoval vévoda z Northumberlandu i londýnskému paláci Northumberland House, kde se realizoval významný architekt Robert Adam (tento palác dnes již neexistuje). Dalším rodovým sídlem je dodnes londýnský palác Syon House, na jehož přestavbě v letech 1762–1769 pracoval také Robert Adam. V hrabství Northumberland byl v roce 1775 postaven lovecký zámek Kielder Castle.